# 제50회 미국 작가 조합상
제50회 미국 작가 조합상은 1997년 뛰어난 활동을 보인 영화 작가를 기리기 위해 1998년 2월에 열린 시상식이다. [서부]LA, 비벌리 힐튼 호텔/[동부]뉴욕, 루즈벨트호텔에서 개최되었다.

## 수상 및 후보

### 각색상
- 이보다 더 좋을 순 없다 - 마크 앤드러스 수상
- LA 컨피덴셜 - 브라이언 헬겔랜드 수상

### TV 애니메이션상
- Gordon Bressack 수상

### 월계수상
- 보 골드먼 수상

### 발렌타인 데이비스 상
- 게리 데이비드 골드버그 수상

### 모건 콕스 상
- 멜빌 샤벨슨 수상

### 에블린 F. 버클리 상
- Judy Crichton 수상

### 이안 맥레랜 헌터 상
- Bill Persky 수상

### 리차드 B. 자브로우 상
- Michael Winship 수상

### 파울 셀빈 명예상
- 로즈우드 - 그레고리 포이리어 수상